# 2317 Galya
2317 Galya este un asteroid din centura principală, descoperit pe 24 septembrie 1960 de PLS.